# Денисов, Иван Денисович
Иван Денисьевич (Денисович) Денисов (1781—1848) — генерал-майор Войска Донского, участник Среднеазиатского похода, Русско-Турецкой и Наполеоновских войн.
Во время Отечественной войны 1812 года — командир полка Иловайского 11-го (с 28 ноября 1812 года по 26 сентября 1813 года)

## Биография
Сын казака станицы Аксайской. В 1791 году, имея от роду всего десять лет, Иван Денисов поступил на службу по внутреннему управлению Донским казачьим войском — и пробыл на таковой службе вплоть до 1798 года, а затем поступил в полк майора Кумшацкого, дислоцированный в Киевской губернии, где в 1800 году был произведен в хорунжии.
В 1801 году принял участие в Среднеазиатском походе, прерванном после смерти Павла I.
В 1803 году Денисов находился на службе в Петербурге, будучи прикомандирован к Лейб-гвардии Казачьему Его Величества полку. Денисов обеспечивал ротацию состава полка, доставляя с Дона свежее пополнение взамен тех, кто возвращался к семье по льготе.

### Русско-турецкая война
В 1806 году служил на австрийской границе и принял участие в отвоевании у турок бессарабской крепости Хотин.
В 1807 году, за отличие в сражении при Пултуске, был произведён в сотники.
В 1809—1811 годах участвовал в сражениях при Силистрии, Татарице, Шумле, Слободзее, Рущуке и др.
За отличия был произведён в есаулы, а затем — в войсковые старшины.

### Отечественная война 1812 года
В 1812 году Денисов был по болезни уволен из полка Иловайского 11-го для лечения на Кавказе, — но, при первых известиях о Наполеоновском вторжении, возвратился в полк.
Участвовал в сражениях против французов при городе Красном и под Вильной. Затем, за смертью Иловайского 11-го, принял 27 ноября его полк, с которым отличился при нападении на Мариенвердер 30-31 января 1813 года.
Далее Денисов отличился при местечке Цирке; при Берлине и Бельциге, где 15 августа 1813 года взял неприятельскую пушку с 2 зарядными ящиками и пленил 200 кирасир.
Командовал полком вплоть до половины октября 1813 года, после чего возглавил сводную казачью часть.
Во время преследования неприятеля от Лейпцига, Денисов был послан с Оренбургским казачьим полком и сводным стрелковым отрядом из донских полков на дорогу, ведущую в Ганау, и 19 октября напал на неприятеля, разбил его и взял много пленных.
Далее Денисов находился при осаде крепостей в Голландии.
В 1814 году Денисов участвовал в сражениях при Суассоне, Лаоне, Реймсе и Птивье, и за отличие был произведён в полковники.
В 1824 году Денисов уволен в отставку с чином генерал-майора.
Скончался в 1848 году.

## Награды
За отличия в боях И. Д. был награждён орденами: св. Георгия 4 ст. (за дело при Бельциг), св. Владимира 4 ст. с мечами и бантом, св. Анны 2 ст. с мечами, а также — золотой саблей с надписью: «за храбрость».

## Семья
- Жена — Мария Петровна, дочь полковника Петра Кульбакова
- Сын — Николай Иванович (1821 — ?), был женат на Надежде Зотьевне Васильевой
  - Внук — Пётр Николаевич Денисов (1851—1922), генерал-майор, командир 4-й бригады Заамурского округа Отдельного корпуса пограничной стражи.
- Дочь — Капитолина Ивановна, была замужем за Иваном Степановичем Кутейниковым
- Дочь — Таиса Ивановна, была замужем за Василием Акимовичем Машлыкиным.